# Îlet Caret
Pour les articles homonymes, voir Caret (homonymie).
L'îlet Caret doit son nom aux tortues imbriquées, dites « carettes », dont il constituait un site de ponte. Il  se situe dans le Grand Cul-de-sac marin, au large de la commune de Sainte Rose en Guadeloupe. Il mesure actuellement (2022), 120 mètres environ de une vingtaine de mètres de large. Sa végétation est constituée de quelques plantes ; le dernier des palmiers et cocotiers qui y avaient été replantés, a disparu en 2018.
Le sable blanc dont il est formé est en partie constitué de coraux morts venant du récif corallien situé à quelques centaines de mètres de là. L'îlet a été créé par les mouvements sous-marins dus en partie aux tremblements de terre, ainsi que par l'action du vent et de la mer. Chaque année, l'îlet change de forme et rétrécit après avoir fait 250 m de long au début des années 2000. Un déplacement du banc de sable vers le nord-ouest d’environ 12 m par an a également été constaté.

## Présence humaine
En 1846, un pêcheur noir, nommé Brutus, qui habitait l'îlet depuis 25 ans avec sa famille, en demande la concession au Conseil privé de la Guadeloupe. En échange, il se propose d’ériger et d’entretenir à ses frais un phare pour éviter les naufrages, sous réserve que l’administration coloniale lui fournisse l’huile nécessaire pour ce feu,,. Depuis les années 1990, l'îlet Caret est occupé, en journée, par les touristes, en trop grand nombre vu la fragilité et l'exiguïté du site.

## Faune et flore
De nombreuses espèces d'oiseaux y vivent, ainsi que des crabes. Les fonds marins sont aussi très riches en poissons et autres mollusques du fait de la protection qu'offre la barrière de corail.
Depuis 2018, on ne voit plus de faune sur et autour de l'îlet.

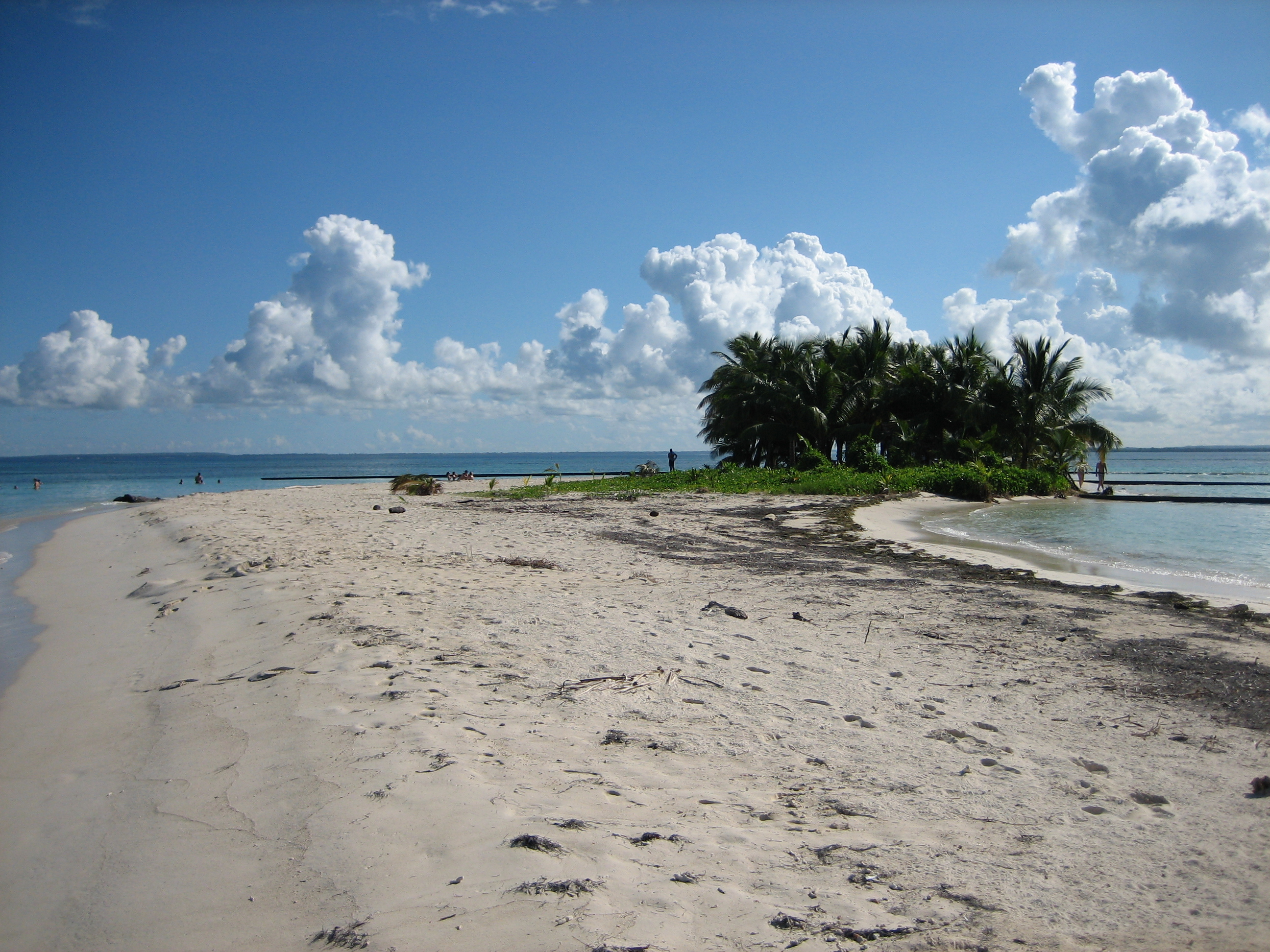
L'îlet vu de son banc de sable.
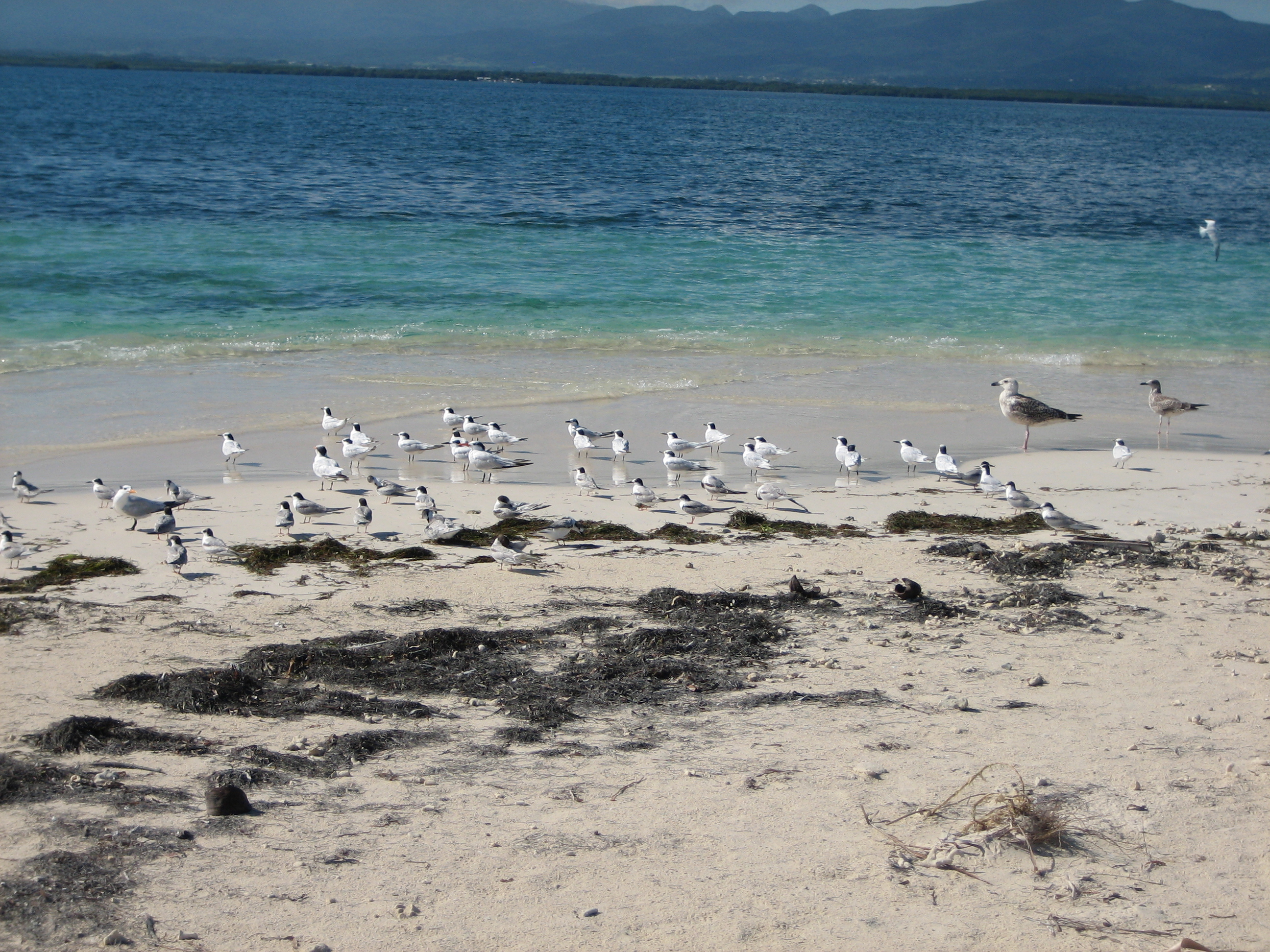
Faune de l'île.
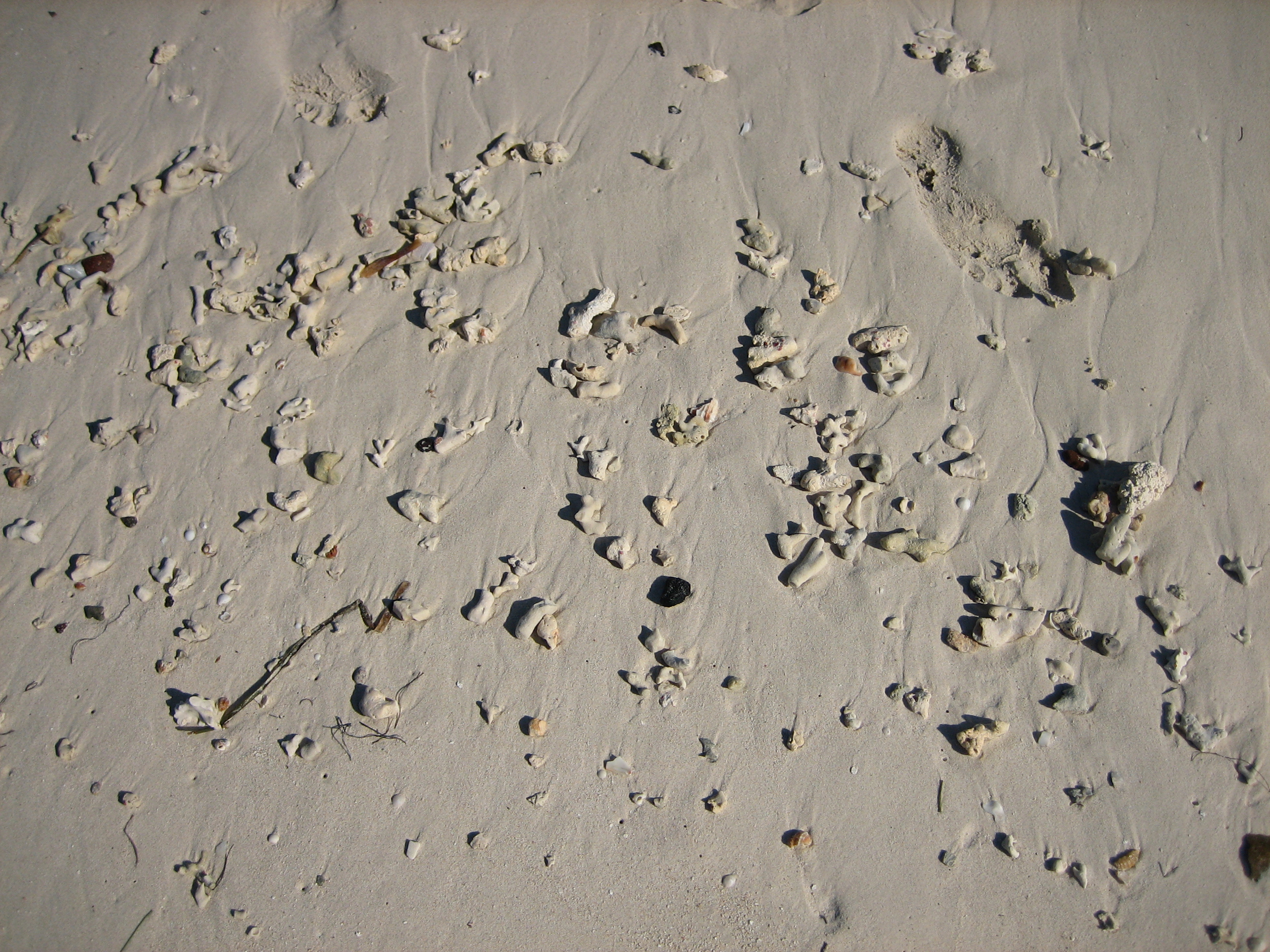
Débris de coraux.
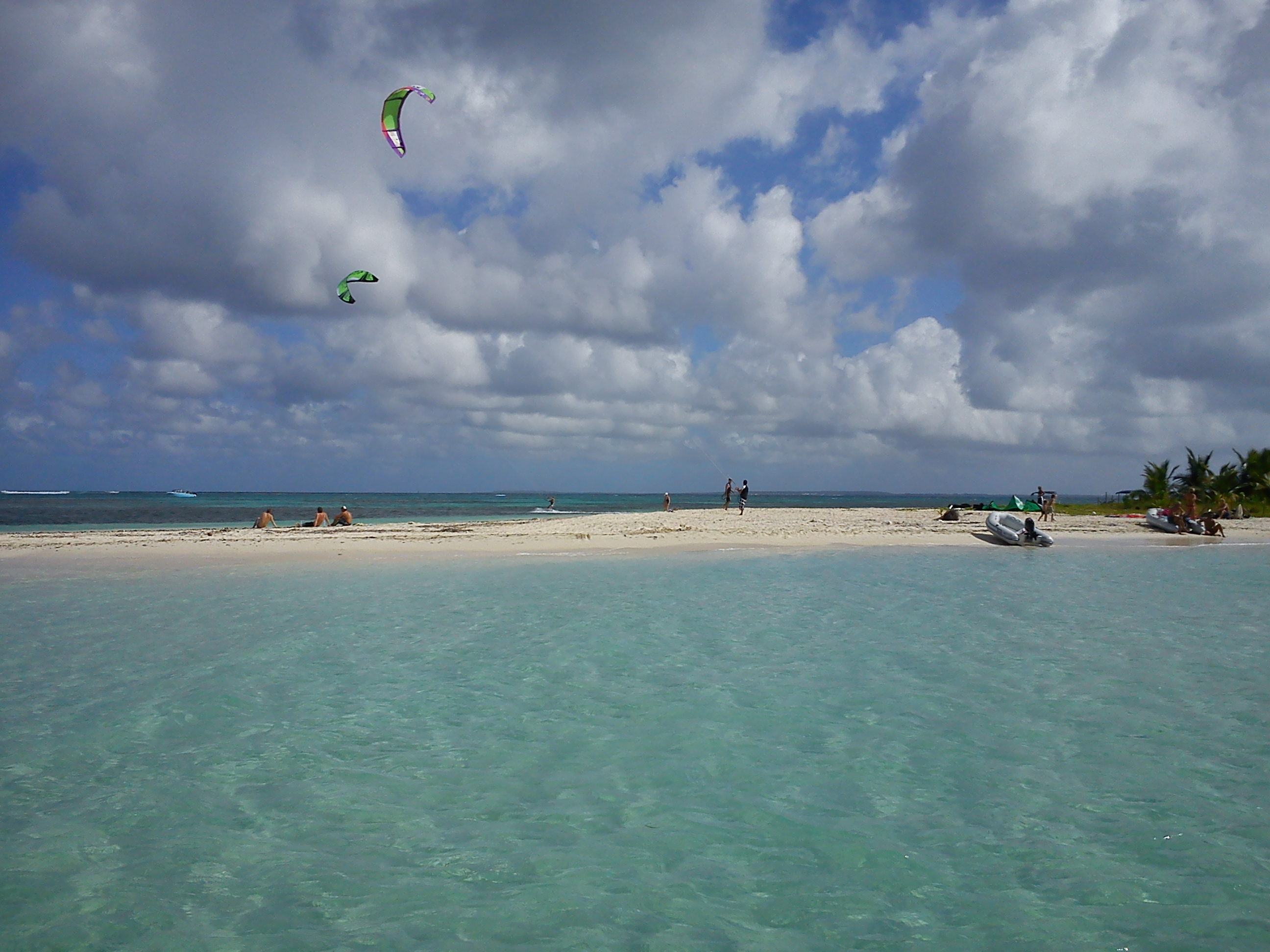
Côté ouest de l'îlet.

## Tourisme

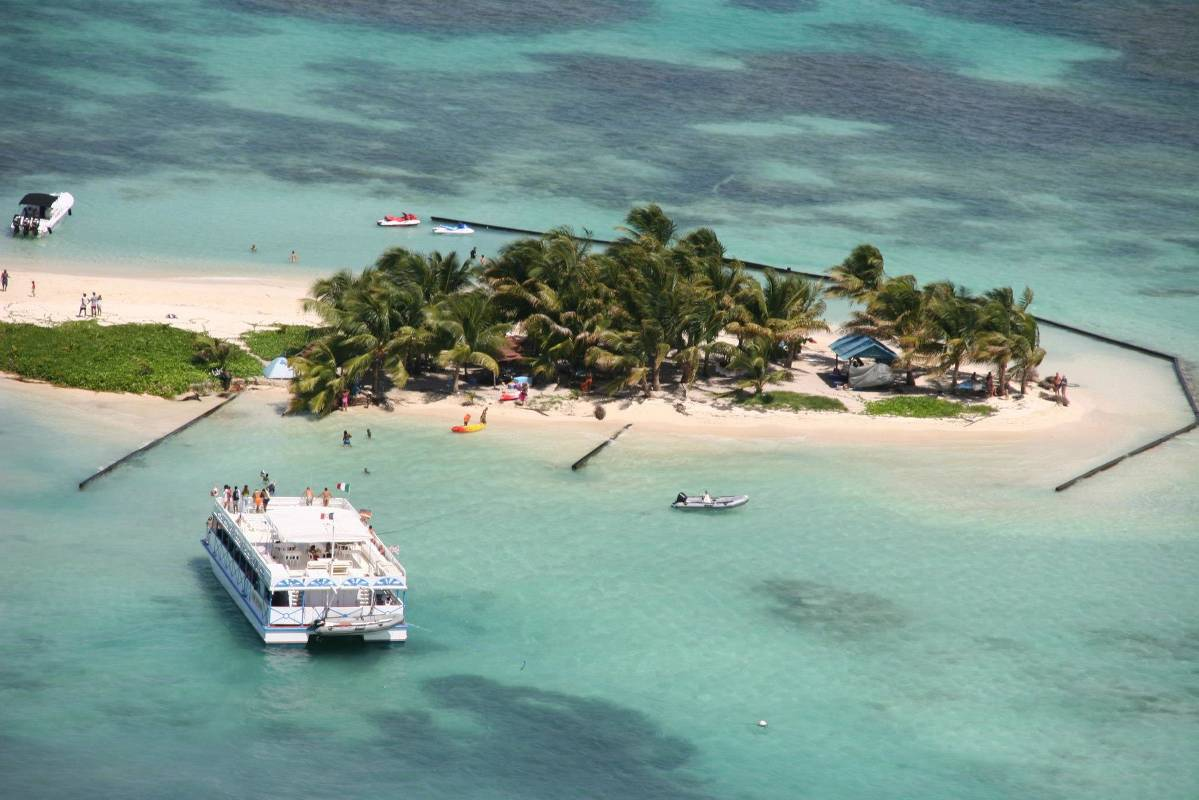
L'îlet vu du ciel en 2008

Un ajoupa, petit abri fait de tôles et de bois, se trouve sur l'îlet permettant à des sociétés touristiques de pique-niquer en évitant les pluies tropicales. Ce petit confetti de sable fin est sûrement l'îlet le plus visité de la Guadeloupe grâce aux clichés de carte postale qui l'ont popularisé.[réf. nécessaire]